# Tyrone Mings
Tyrone Deon Mings (Bath, 13. ožujka 1993.) engleski je nogometaš koji igra na poziciji središnjeg beka. Trenutačno igra za Aston Villu.

## Klupska karijera

### Rana karijera
Mings je počeo igrati za Southamptonove omladinske selekcije 2001. godine kada je imao 8 godina, no otpušten je 2009. godine kada je klupski budžet za mlade igrače iznenada naglo ukinut. Nakon odlaska iz Southamptona dvije godine je pohađao školu Millfield s nogometnom stipendijom. Nakon napuštanja škole, Mings je potpisao za neligaški klub Yate Town iz Gloucestershirea. Tijekom ljeta 2012. godine razmišljao je o prestanku bavljenja s nogometom prije nego što je potpisao za Chippenham Town koji se natjecao u Southern League Premier Divisionu. Dok je igrao neligaški nogomet radio je kao pipničar i hipotekarni savjetnik.

### Ipswich Town
Mings je potpisao za Ipswich Town 2013. godine nakon kratke probe za 10.000 funti te se dogovorio s Ipswich Townom da će odigrati jednu predsezonsku utakmicu protiv Chippenham Towna. Dana 4. svibnja 2013. godine Mings je debitirao za Ipswich Town na zadnji dan sezone 2012./13. u 2:0 porazu protiv Burnleyja. Dana 10. listopada 2014. godine osvojio je titulu Igrača mjeseca Championshipa za rujan. Svoj prvi i jedini gol za Ipswich Town zabio je 24. veljače 2015. godine u 4:2 pobjedi protiv Birmingham Cityja.

### Bournemouth
Dana 26. lipnja 2015. godine, Mings je prešao u novopromovirani premierligaški klub Bournemouth za nepoznati iznos za koji se navodi da je iznosio 8 milijuna funti. S Bournemouthom je potpisao četverogodišnji ugovor. Mings je za Bournemouth u Premier ligi debitirao 29. kolovoza 2015. u utakmici protiv Leicester Cityja koja je završila 1:1.

### Aston Villa
Dana 31. siječnja 2019. Bournemouth je poslao Mingsa na posudbu u Aston Villu do kraja sezone. Mings je za Aston Villu debitirao dva dana kasnije u utakmici bez golova protiv Readinga. Dana 8. veljače 2019. godine, u svojoj drugoj utakmici za Aston Villu, zabio je svoj prvi gol u dresu Aston Ville i to u utakmici protiv Sheffield Uniteda koja je završila 3:3. Mings je trajno prešao u Aston Villu 8. srpnja 2019. godine za iznos za koji se smatra da je iznosio 20 milijuna funti te da može porasti na 25 milijuna funti zbog bonusa.

## Reprezentativna karijera
Za Englesku je debitirao 14. listopada 2019. godine u 0:6 pobjedi protiv Bugarske. Bio je član engleske momčadi koja je osvojila srebro na Europskom prvenstvu 2020. Svoj prvi reprezentativni gol postigao je 15. studenog 2021. u kvalifikacijskoj utakmici za Svjetsko prvenstvo 2022. u kojoj je San Marino poražen 0:10.

## Priznanja

### Individualna
- Igrač mjeseca Championshipa: rujan 2014.[20]

### Klupska
Aston Villa
- Doigravanje za ulazak u FA Premier ligu: 2019.[21]
- Engleski Liga kup (finalist): 2019./20.[22]

### Reprezentativna
Engleska
- Europsko prvenstvo (finalist): 2020.[23]

## Vanjske poveznice
- Profil, Aston Villa
- Profil, Engleski nogometni savez